# Gustav Philipp Mörl

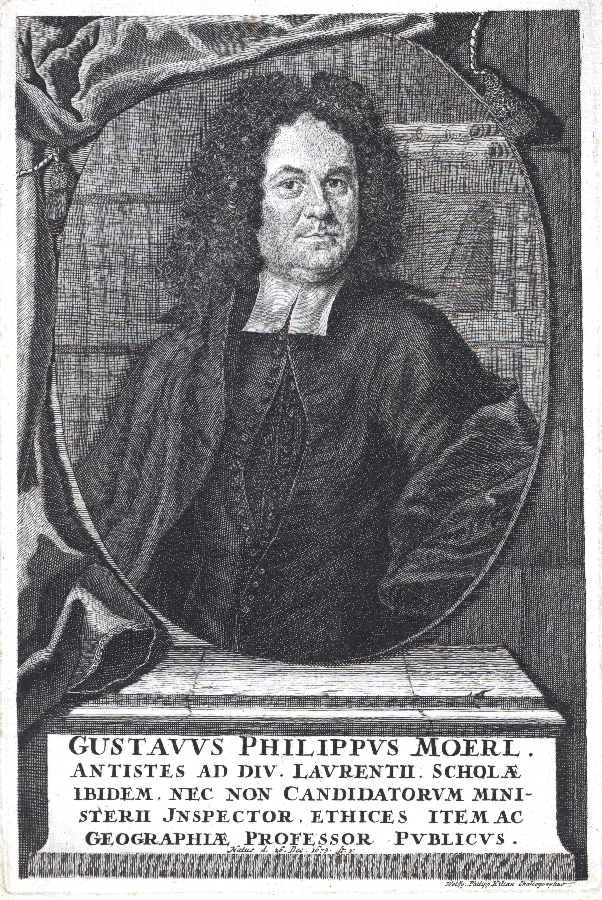
Gustav Philipp Mörl (Stich von Wolfgang Philipp Kilian)

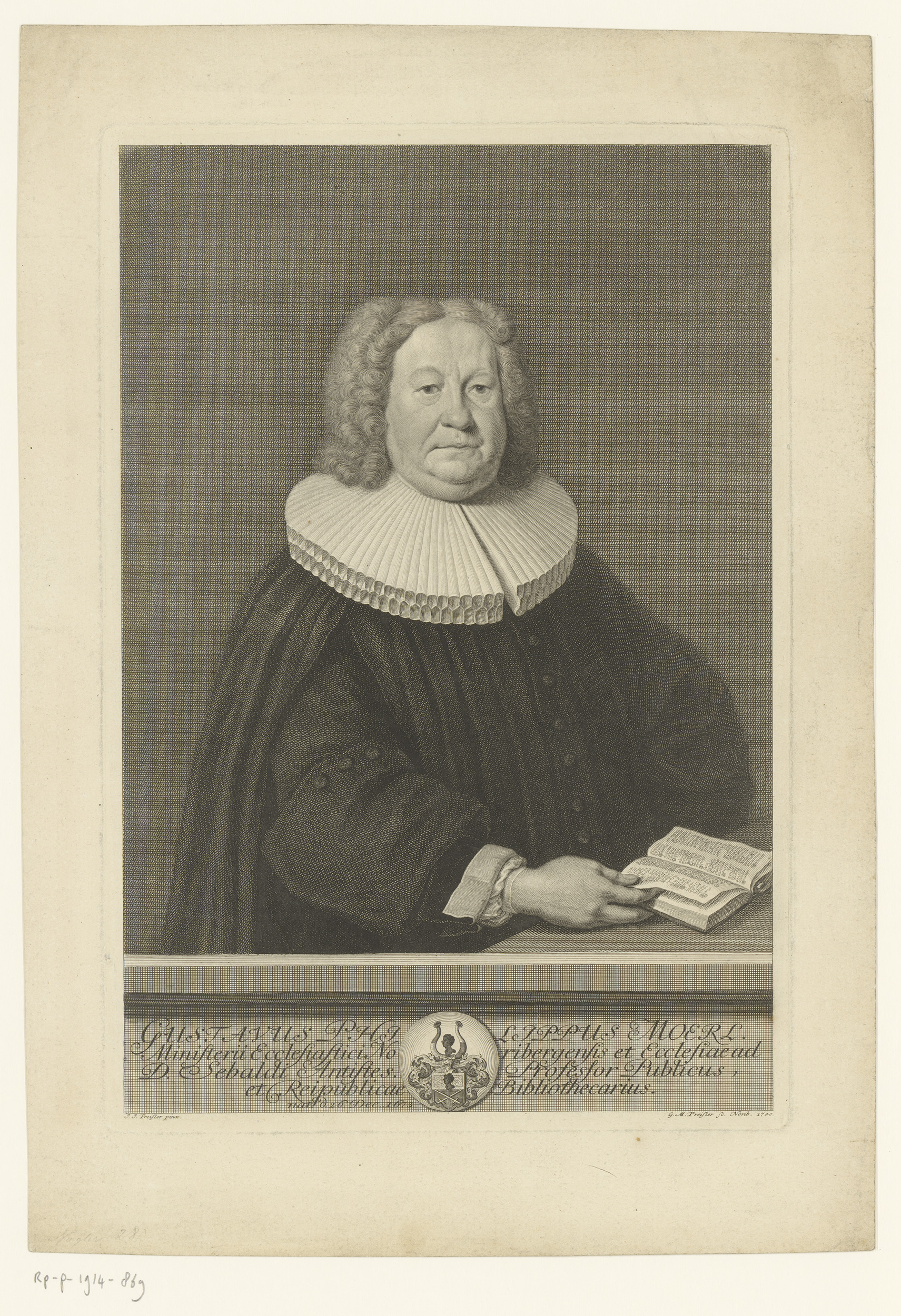
Gustav Philipp Mörl (porträtiert von Georg Martin Preissler)

Gustav Philipp Mörl (* 26. Dezember 1673 in Nürnberg; † 7. Mai 1750 ebenda) war ein deutscher evangelischer Geistlicher.

## Leben

### Familie
Gustav Philipp Mörl war der Sohn des Waagmeisters Konrad Mörl.
Er war seit dem 1. August 1703 mit Christiana Dorothea (* 27. September 1671; † 19. März 1725), Tochter von Samuel Grünigk (1628–1701), auch Grünich, kurfürstlich brandenburgischer Jagdsekretär, in erster Ehe verheiratet; gemeinsam hatten sie vier Kinder, von denen jedoch bereits drei in der Kindheit verstarben. Sein Sohn Johann Siegmund Mörl wurde Antistes des Nürnberger Geistlichen Ministeriums sowie Bibliothekar der Stadtbibliothek, Inspektor der Lateinschule St. Sebald und Professor der Dogmatik und Moral am Aegidianum.
Am 16. Oktober 1725 heiratete er in zweiter Ehe Maria Helene (geb. Petz von Lichtenhof) (* 1681; † 30. September 1742) und am 12. März 1743 in dritter Ehe Katharina Isabella (geb. Waldmann).

### Ausbildung
Gustav Philipp Mörl erhielt seinen ersten Unterricht durch Hauslehrer und besuchte die Schule in Nürnberg, dort war unter anderem Simon Bornmeister sein Lehrer; 1690 immatrikulierte er sich zu einem Philosophie- und Philologie-Studium an der Universität Altdorf und besuchte die Vorlesungen von Georg Paul Rötenbeck, Johann Christoph Sturm und Magnus Daniel Omeis; er promovierte in Altdorf 1692 zum Magister, ging anschließend an die Universität Jena und besuchte theologische Vorlesungen bei Johann Wilhelm Baier, während er seine orientalischen Kenntnisse bei Johann Andreas Danz vertiefte. Den Plan, sich in Jena zu habilitieren, gab er auf und folgte Johann Wilhelm Baier, der inzwischen an die neu errichtete Universität Halle gegangen war.

### Werdegang
In Halle übernahm er eine Hofmeisterstelle beim magdeburgischen Vizekanzler Gottfried Stösser von Lilienfeld (1635–1703) und unternahm mit dessen Sohn Reisen durch Deutschland und Holland. Während dieser Reise, bei der er verschiedene Universitäten besuchte, machte er unter anderem die Bekanntschaft mit Johannes a Marck, Friedrich Spanheim und Johann Georg Graevius.
Nach seiner Rückkehr nach Halle wurde er Adjunkt der philosophischen Fakultät, hörte dabei auch Vorlesungen in den Kollegien von Georg Ernst Stahl über Anatomie und Chirurgie und hielt selbst philosophische und theologische Vorlesungen.
1698 wurde er zum Inspektor des Alumneums an die Universität Altdorf berufen und hielt dort in den kommenden fünf Jahren seine Vorlesungen; sonntags hielt er, nach dem Gottesdienst, theologische Stunden über die verschiedenen Episteln des Apostels Paulus.
1703 kam er als Diakon an die Sebaldkirche nach Nürnberg, 1706 wurde er Pastor an der Egidienkirche und 1714 Prediger an der Kirche St. Lorenz, hiermit verbunden war die Oberaufsicht über das theologische Seminar.
1724 wurde er Antistes des nürnbergischen evangelischen Ministeriums, darauf Stadtbibliothekar und Professor der Theologie am Gymnasium St. Egidien (heute: Melanchthon-Gymnasium).
Während der Inhaftierung von Ernst Christoph Hochmann von Hochenau wurde er, gemeinsam mit den Pfarrern Justin Wetzel (1667–1727) von St. Sebald und Johann Jakob Hartmann (1671–1728), beauftragt, im Oktober 1707 und im Februar 1708 eingehende Gespräche wegen seiner Predigttätigkeit als Volks- und Erweckungsprediger mit diesem zu führen. Sie konnten ihn zwar seiner falschen Lehrauffassung überführen, er beharrte jedoch auf seiner Auffassung. Weiterhin wurde Mörl, gemeinsam mit Bernhard Walther Marperger, 1714 mit der seelsorgerischen Betreuung von Johann Tennhardt beauftragt, der wegen seiner öffentlichen Visionen durch den Magistrat unter Hausarrest gestellt worden war.
Gustav Philipp Mörl war mit dem Baumeister der Egidienkirche, Gottlieb Trost, befreundet.

## Ehrungen und Auszeichnungen
- Zu Ehren von Gustav Philipp Mörl wurde eine Münze in Auftrag gegeben, die der Medailleur Andreas Vestner anfertigte.[9][10]

## Schriften (Auswahl)
- Repetitio doctrinae orthodoxae ad amicos quosdam scripta de fundamento fidei, occasione cuiusdam disputationis Halensis de quaestione: an haeresis sit crimen? Lipsiae: Brandenburger 1697.
- Defensio repetitionis doctrinae orthodoxae de fundamento fidei, adversus ea quae clarissimus D. Thomasius in nupero programmate, disputationi inaugurali D.L. Rubii annexo, attulit. 1697.
- Disquisitio De Fide, Eius Natura, Generatione, Adiunctis atq[ue] Fundamento. 1698.
- Vindiciae doctrinae Lutheranorum de gratia praedestinationis, quam Feuerlinus sub titulo: friedbringende Gründe .̤ propugnavit .̤ nuper vero de Vallone libello .̤ impugnandam suscepit: quinque disputationibus publicis examinatae. 1702.
- Das rein-gestimmte Orgel-Werk unsers Herzens, Oder Einweihungs-Predigt, eines neu-verfertigten Orgel-Werkes. Nürnberg 1709.
- Das in dem Klag-Haus zu erlernende Ende aller Menschen. Nürnberg: gedruckt bey Adam Jonathan Felßecker, 1712.
- Der Nürnbergischen Prediger treu-hertzige Vermahnung und Warnung an ihre anvertraute Gemeinden wegen schon öffters, und jetzo wieder neuerlich entstandenen Glaubens-Irrungen. Nürnberg: Endter, 1731.
- Unterricht und Trost, Auch Vermahnung zur Beständigkeit, Welche denen, Um des Evangelii Christi, und der darauf gegründeten Augspurgischen Glaubens-Bekänntniß willen, Aus dem Ertz-Bisthum Salzburg Emigrirten armen Christen, Als das erste Häuflein derselben in Nürnberg anlangte, Auf Eines Hochlöblichen Magistrats daselbst Ergangene Special-Verordnung mitgetheilet: Und in zweyen ausserordentlichen Früh- und Vesper-Predigten am Sonntag Reminiscere M.DCC.XXXII. vorgetragen worden. Samt der, Montags drauf, ihnen abgeforderten, und von ihnen abgelegten Glaubens-Bekänntniß. Nürnberg: Endter, 1732.
- Neu-verbessertes Buß- Beicht- und Communion-Buch : In welchem gute Anleitung zu finden, um sich ein bußfertiges Beicht-Kind, vor und nach der Heil. Beicht und Communion, sowohl zu Hauß als in der Kirche mit Singen und Beten Christ-gebührlich verhalten soll. Nürnberg: Geyer, 1745.